# 정민우 (시민운동가)
정민우는 대한민국의 시민운동가이다. 포스코 출신의 내부제보자이다. 1993년 공채 3기로 포스코에 입사해 2015년까지 23년 동안 근무했다. 포스코 그룹 대외협력실 팀장을 지내면서 정부와 국회를 상대로 포스코의 이익을 관철시키는 대관(對官) 업무를 담당했다. 포스코에서 퇴직한 후 시민단체 '포스코 바로세우기 시민연대' 대표로 활동했다.